# Serieåret 1991

## Händelser

### Maj
- Maj - TMNT Adventures-figurerna Mutanimals får en egen serietidning, första numret ut är "The Wild Angels".[1]

### Okänt datum
- I Sverige grundas den svenska upplagan av serietidningen Usagi Yojimbo.[2]
- Den svenska serietidningen Stålmannen läggs ner efter 42 år och 738 nummer.[3]
- Det svenska serieförlaget Optimal press grundas av Ingemar Bengtsson och Mikael Tegebjer.
- I Sverige läggs serietidningen Transformers ner.[4]

## Pristagare
- 91:an-stipendiet: Krister Petersson
- Adamsonstatyetten: Bill Watterson, Lena Ackebo
- Galagos Fula Hund: Gunnar Lundkvist
- Urhunden för svenskt album: "Medan kaffet kallnar" av Ulf Lundkvist
- Urhunden för översatt album: "Sirenens sång" av François Bourgeon (Frankrike)

## Utgivning
- Serietidning Cobra 1-6/1991, innehåller serierna Cobra, Crying Freeman och Pineapple Army.
- Serietidning Samurai 1-12/1991 innehåller serierna Ensamvargen, Kamui och pseudomangan Usagi Yojimbo.
- Usagi Yojimbo 1-6/1991 innehåller pseudomangaserierna Usagi Yojimbo och Nilson Groundthumper.
- Seriemagasinet Extra 2/1991 innehåller en pseudomangaserie med Usagi Yojimbo.

### Album
- Rosen och svärdet (Asterix)[5]
- Ytterligare fyra Turtlesalbum utges i Sverige, Kodnamn: Kameleonten, Kampen om Tankestenen, Splinters sista strid och Flykten från X-Dimensionen.[6]
- Teenage Mutant Hero Turtles Special 4-5 utges i Sverige.[7]
- Fyra Turtlesäventyr utges i Sverige av Bokborgen AB ("1. Det magiska svärdet", "2. Super Rocksteady och Mighty Bebop", "3. Wingnut och Screwloose" samt "4. Ray Fillet slår tillbaka").[8]

### Fotnoter
1. ↑  ”The Wild Angels”. Mirage Comics. Maj 1991. Arkiverad från originalet den 24 november 2010. https://web.archive.org/web/20101124024400/http://miragelicensing.com/comics/archie/mutanimals/miniseries/01/01.htm. Läst 18 mars 2012.
2. ↑  Seriesamlarna
3. ↑  Seriesamlarna
4. ↑  Swecomics
5. ↑  ”Tintin”. Arkiverad från originalet den 13 februari 2011. https://web.archive.org/web/20110213010603/http://www.asterix.com/books/albums/. Läst 12 mars 2011.
6. ↑  ”Seriesamlarna”. http://www.seriesam.com/cgi-bin/guide?s=TEENAGE+MUTANT+HERO+TURTLES+ALBUM+(1990). Läst 11 mars 2011.
7. ↑  ”Seriesamlarna”. http://www.seriesam.com/cgi-bin/guide?s=TEENAGE+MUTANT+HERO+TURTLES+SPECIAL+(1991). Läst 12 mars 2011.
8. ↑  ”Seriesamlarna”. http://www.seriesam.com/cgi-bin/guide?s=TEENAGE+MUTANT+HERO+TURTLES+Bokborgen+(1991). Läst 12 mars 2011.